# Limacide

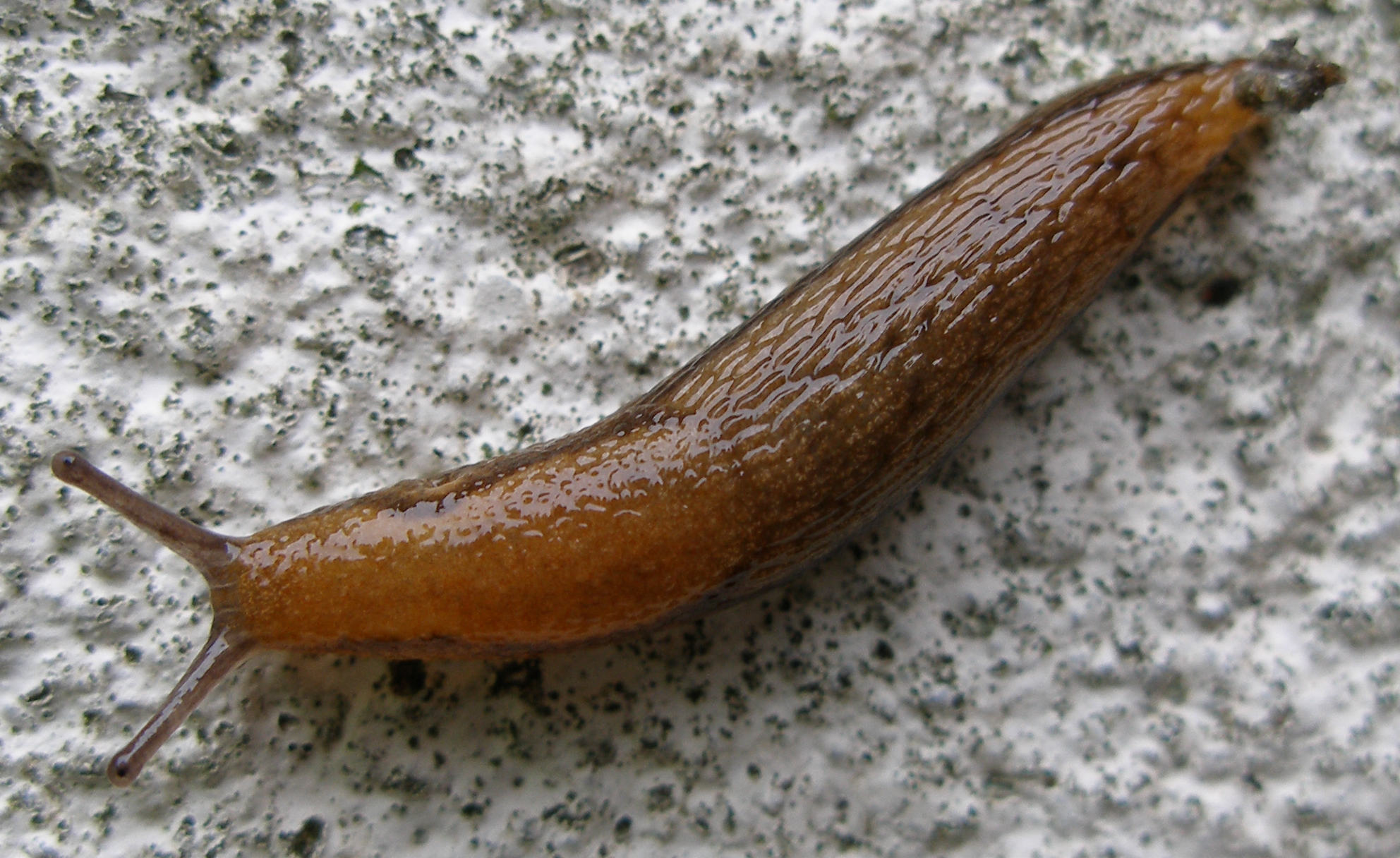
La limace des jardins est un grand prédateur des cultures.

Un limacide est un produit molluscicide permettant d'éliminer les limaces qui sont des nuisibles pour les cultures. Elles s'intéressent essentiellement aux plantes malades et fragiles mais mangent aussi beaucoup de mauvaises herbes.

## Les différents types de limacides

### Traitements chimiques

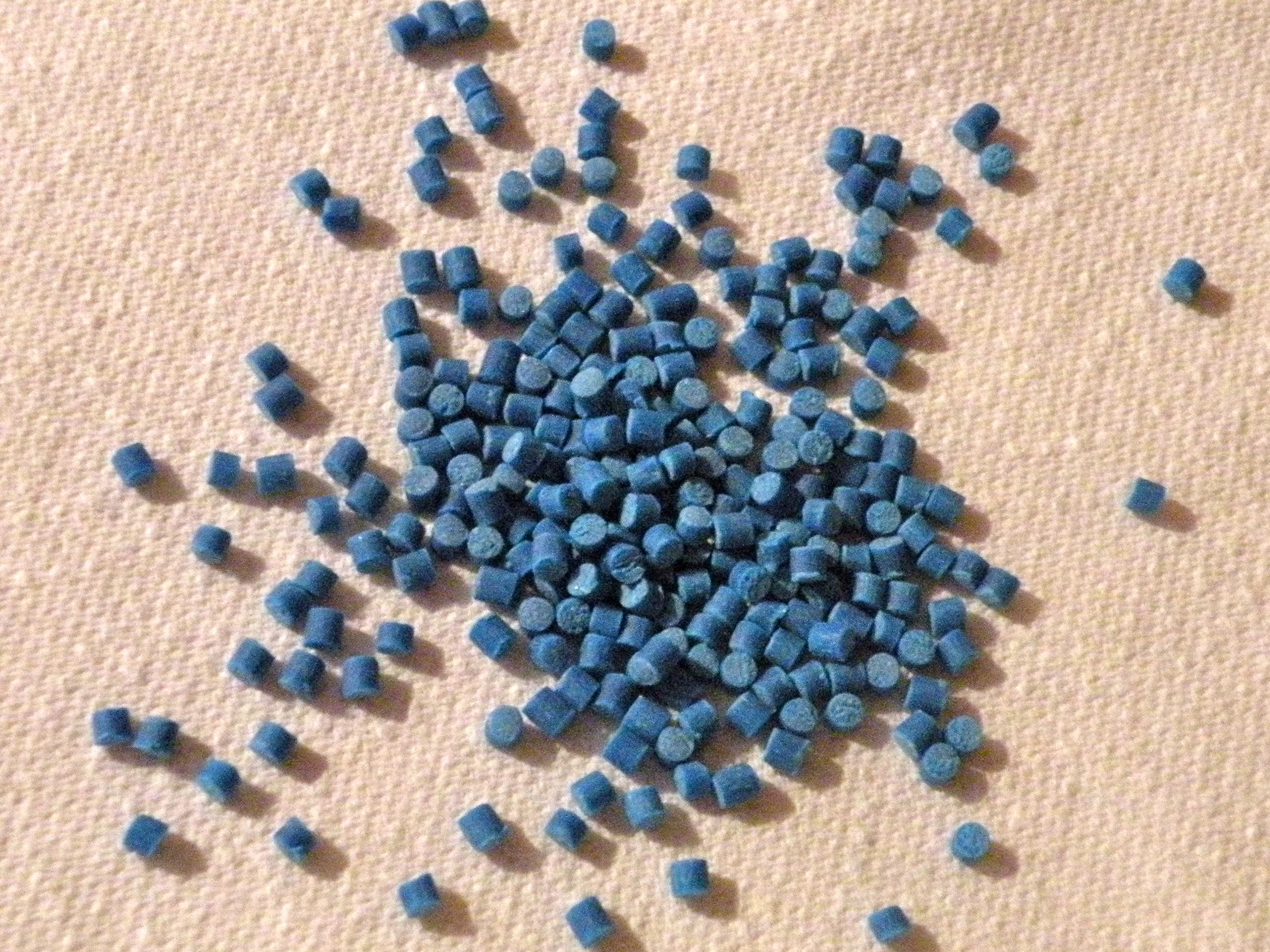
Granulés de Métaldéhyde

- Métaldéhyde : Des granulés contenant de 3 à 5 % de métaldéhyde[1] (qui dans l'estomac et l'intestin se transforme en partie en acétaldéhyde puissant neurotoxique quand il passe dans le sang puis l'organisme) mélangés à du son et de la mélasse sucrée pour attirer les limaces sont vendus par les producteurs de pesticides, dont en jardinerie pour éliminer les limaces  par application sur les zones infestées. Ces produits sont très toxiques pour l'homme et les animaux domestiques, et écotoxiques (toxique par ingestion, inhalations et contact et mortels pour les prédateurs naturels des limaces (hérissons, musaraignes, crapauds, grenouille, orvets, oiseaux...), qui s'empoisonnent en mangeant les limaces intoxiquées. Ils sont généralement colorés (bleus) pour ne pas attirer les oiseaux qui sans cela pourraient plus facilement encore les confondre avec des œufs d'invertébrés ou du grit et les manger. Les fabricants y ajoutent un produit amère (Bitrex) réputé être un répulsif alimentaire notamment pour les enfants. Ce produit est chez les mammifères source de convulsion, tremblement, agitation, anxiété… Même de gros animaux (bovins[2] et chevaux [3],[4] notamment) y sont vulnérables, et les intoxications de d'animaux domestiques[5], chiens et chats notamment[6], dans les jardins[7] ou dans les paysages cultivés sont courantes[8],[9]. Des espèces gibier comme la perdrix grise en meurent aussi[10], de même que des prédateurs naturels comme le renard[11]. Depuis des décennies des cas d'intoxication humaine sont épisodiquement aussi signalés[12], parfois fatales[13].

- Les appâts à base de phosphate de fer tels que l'orthophosphate de fer sont aussi efficaces que ceux de métaldéhyde, mais beaucoup moins toxiques pour des organismes non ciblés et n’attirent pas les chiens par exemple. Les limaces arrêtent de se nourrir immédiatement après l’avoir ingéré et meurent déshydratées.

### Traitements biologiques
- Bière : Des pièges creux (fond de bouteille plastique par exemple) contenant 1 ou 2 cm de bière peuvent être placés à la surface du sol. Les limaces attirées par l'odeur plongent dans le piège et s'y noient. Attention, ne pas épandre les cadavres de limaces récupérées dans la bière (comme cela est parfois conseillé) en pensant que les cadavres les feraient fuir. Cela attire d'autres limaces qui mangent les cadavres.

- Café : Le marc de café constitue un excellent limacide. En répandre une fine couche autour des plantes attaquées.

- Son : le son attire limaces et escargots. On peut faire quelques petits tas dans la zone à traiter et venir récupérer les "gourmands" à la tombée de la nuit ou au petit matin. Ceux qui élèvent de la volaille pourront donner les gastéropodes à manger à leurs poules.

- La consoude peut être utilisée pour détourner l’appétit des limaces qui vont la préférer. C’est la méthode dite pot de miel.
- Le purin de rhubarbe, particulièrement malodorant, agit comme un répulsif contre les limaces. Il peut être fabriqué en faisant macérer pendant plusieurs jours des feuilles de rhubarbe dans de l'eau[14].

- Éloigner les plantes appréciées (plantes aromatiques par exemple) des côtés du jardin qui pourraient communiquer avec une friche ou une prairie : les limaces en sortent la nuit pour manger puis regagnent la friche au petit matin.

- Arroser plutôt le matin car les arrosages du soir facilitent la circulation des limaces la nuit.

- L'élimination naturelle, (ou quand l'homme retrouve son rôle de super prédateur). Placer de petites planches en bois humides dans le jardin en laissant un léger espace entre le sol et la planche (par exemple en posant la planche sur deux briquettes) afin d'offrir un refuge aux limaces puis le matin et le soir, les couper avec des ciseaux (ou s'en débarrasser de la manière qui vous plaira). Les cadavres attirent les autres limaces ainsi en quelques jours la grande partie est détruite. Très efficace !

#### Introduire des prédateurs naturels
Pour limiter la prolifération des escargots, limaces et de leurs œufs, l'idéal consiste à favoriser la présence de prédateurs naturels tels que :
- d'autres gastéropodes comme le bulime tronqué,
- des insectes coléoptères comme les carabes (carabe doré, carabe des bois, etc.), les lampyres (ou "vers luisants"), les nécrophores,
- des myriapodes comme les scolopendres,
- des amphibiens comme les crapauds ou les grenouilles,
- des reptiles comme les orvets,
- des mammifères omnivores comme le hérissons ou la musaraigne,
- des gallinacés comme les poules ou le canard de Barbarie mais uniquement en tout début de saison car ils adorent aussi les salades et autres semis. Ensuite on pourra les nourrir au poulailler de limaces ramassées (après la pluie ou la nuit tombée) sur les tas de mauvaises herbes fanées, sur le compost, sous des planches ou cartons humides posés à même le sol. Le matin on trouve les limaces en dessous et il ne reste plus qu'à déposer le carton au poulailler pour dégustation.

#### Éviter le labour et la prolifération

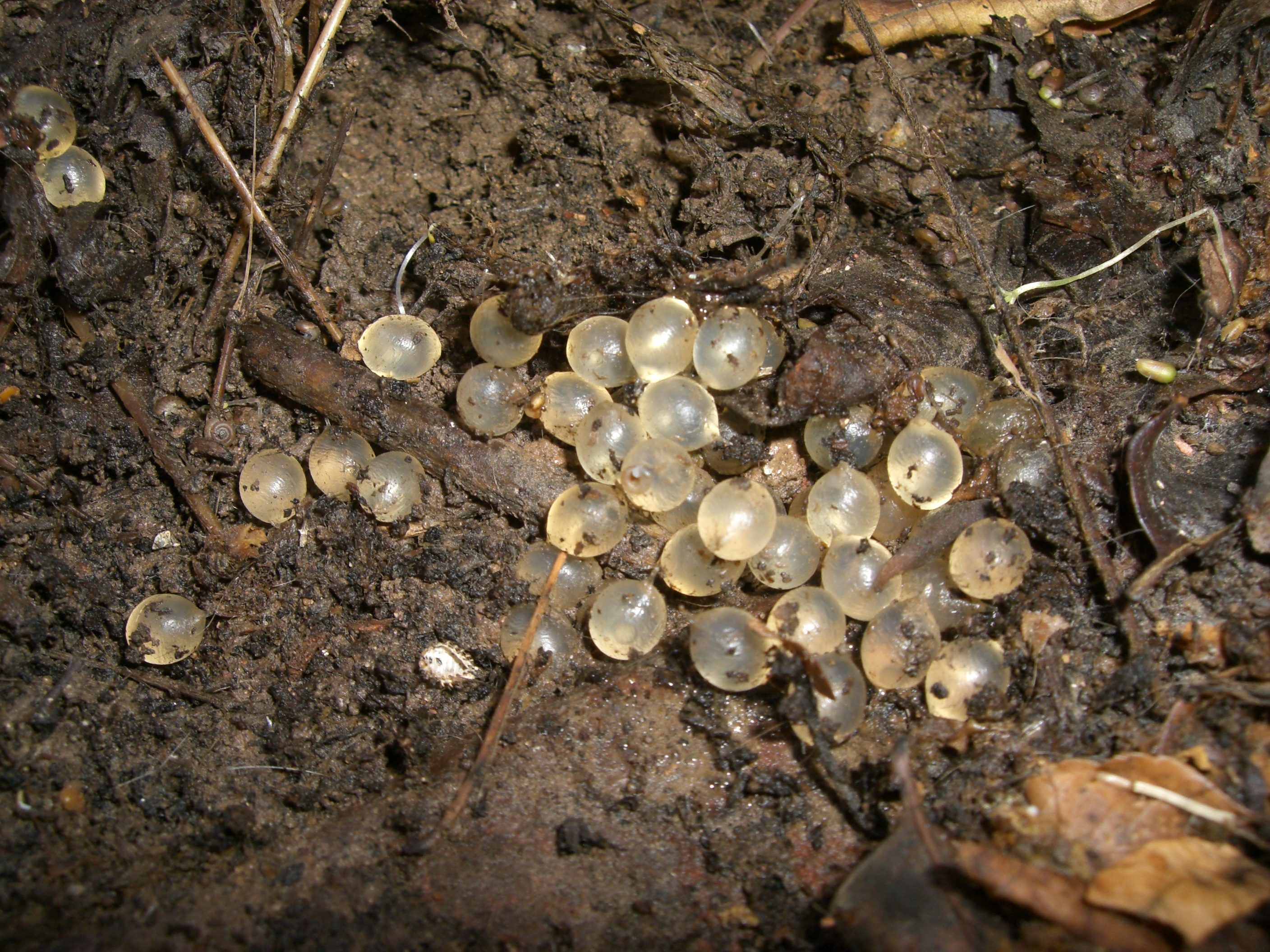
La destruction des œufs de limaces évite la prolifération.

Les micro-débris végétaux dont la décomposition est activée par le travail du sol attirent les limaces.
Surveiller les tas de compost qui deviennent facilement des "nids" où les limaces peuvent se reproduire (essentiellement en automne, grosse période de ponte). Les œufs sont de petits amas de "billes" blanches ou translucides d'environ 3 mm que l'on trouve parfois sous terre, sous une pierre, dans le compost : lorsqu'on les "découvre", ils se dessèchent ou se font manger par des prédateurs comme la scolopendre.

## Utilisation de répulsifs
L'utilisation de répulsifs n'est pas du domaine du limacide puisqu'elle ne tue pas les limaces, elle ne fait que les tenir à l'écart des cultures sensibles.
Les limaces sont irritées par des surfaces rugueuses mais contrairement à ce qu'on lit souvent elles passent sans problème sur du sable ou des coquilles d'œufs grâce à leur mécanisme de déplacement et leur bave qui évitent le contact avec le support. En revanche la sciure de bois et surtout des cendres (couche de 1 cm) les handicape un peu en les forçant à "baver"
plus que d'ordinaire pour étaler leur tapis glissant. Attention le système ne fonctionne plus ou moins bien une fois mouillé par la pluie ou un arrosage.
Il est aussi possible d'utiliser autour du potager une barrière électrique du type de celles que les héliculteurs utilisent pour leurs élevages pour empêcher la fuite de leur cheptel. Dans ce cas ce sera pour empêcher les limaces de rentrer.
- Un purin ou un simple paillage de fougère aigle a un effet toxique à haute dose mais le plus souvent simplement répulsif. Idem pour la bourrache.

- Cuivre : Les limaces ont une aversion pour le cuivre. Un tube de plastique couvert d’une feuille de cuivre peut être utilisé pour protéger des plantes individuelles et des anneaux anti-limace sont vendus.

Pour les petites cultures, on peut protéger les semis et jeunes plants la nuit en les recouvrant d'une bouteille en plastique qui empêchera la limace d'accéder aux plants.